# العلاقات الإيطالية الميكرونيسية
العلاقات الإيطالية الميكرونيسية هي العلاقات الثنائية التي تجمع بين إيطاليا وولايات ميكرونيسيا المتحدة.

## مقارنة بين البلدين
هذه مقارنة عامة ومرجعية للدولتين:
| وجه المقارنة                                              | إيطاليا                                                  | ولايات ميكرونيسيا المتحدة |
| --------------------------------------------------------- | -------------------------------------------------------- | ------------------------- |
| المساحة (كم2)                                             | 301.34 ألف                                               | 702                       |
| عدد السكان (نسمة)                                         | 60.60 مليون                                              | 105.54 ألف                |
| الكثافة السكانية (ن./كم²)                                 | 201.1                                                    | 15.03 ألف                 |
| العاصمة                                                   | روما، فلورنسا، تورينو                                    | باليكير                   |
| اللغة الرسمية                                             | اللغة الإيطالية                                          | لغة إنجليزية              |
| العملة                                                    | يورو، ليرة إيطالية                                       | دولار أمريكي              |
| الناتج المحلي الإجمالي (بليون دولار)                      | 1.93 تريليون                                             | 336.43 مليون              |
| الناتج المحلي الإجمالي (تعادل القوة الشرائية) بليون دولار | 2.26 تريليون                                             | 365.27 مليون              |
| الناتج المحلي الإجمالي الاسمي للفرد دولار أمريكي          | 29.96 ألف                                                | 3.02 ألف                  |
| الناتج المحلي الإجمالي للفرد دولار أمريكي                 | 35.46 ألف                                                |                           |
| مؤشر التنمية البشرية                                      | 0.873                                                    | 0.640                     |
| رمز المكالمات الدولي                                      | +39                                                      | +691                      |
| رمز الإنترنت                                              | .it                                                      | .fm                       |
| المنطقة الزمنية                                           | توقيت وسط أوروبا، ت ع م+01:00، ت ع م+02:00، أوروبا/روما ‏ |                           |

## منظمات دولية مشتركة
يشترك البلدان في عضوية مجموعة من المنظمات الدولية، منها:
| علم المنظمة | اسم المنظمة                               | تاريخ انضمام إيطاليا | تاريخ انضمام ولايات ميكرونيسيا المتحدة |
| ----------- | ----------------------------------------- | -------------------- | -------------------------------------- |
|             | يونسكو                                    | ?                    | 19 أكتوبر 1999                         |
|             | مؤسسة التمويل الدولية                     | 27 ديسمبر 1956       | 24 يونيو 1993                          |
|             | بنك التنمية الآسيوي                       | 1966                 | 1990                                   |
|             | المركز الدولي لتسوية المنازعات الاستشارية | 28 أبريل 1971        | 24 يوليو 1993                          |
|             | منظمة حظر الأسلحة الكيميائية              | ?                    | ?                                      |
|             | مؤسسة التنمية الدولية                     | 24 سبتمبر 1960       | 24 يونيو 1993                          |
|             | وكالة ضمان الاستثمار متعدد الأطراف        | 29 أبريل 1988        | 11 أغسطس 1993                          |
|             | الاتحاد الدولي للاتصالات                  | 1866                 | 18 مارس 1993                           |
|             | الأمم المتحدة                             | 14 ديسمبر 1955       | 17 سبتمبر 1991                         |
|             | البنك الدولي للإنشاء والتعمير             | 27 مارس 1947         | 24 يونيو 1993                          |

## وصلات خارجية
- موقع وزارة الخارجية الإيطالية